# Кирие Елейсон (Мандалево)
Кирие Елейсон (на гръцки: Κύριε Ελέησον) е антично селище, датиращо от римската и раннохристиянска епоха, открито в едноименната местност край ениджевардарското село Мандалево (Мандало), Гърция.
Разположено е югозападно от Мандалево на площ от 200 декара. В селището са открити сграда с увредена мозайка, надгробни плочи и олтари. Открита е също мраморна колона с липсваща долна част, увенчана с триъгълен фронтон с тимпан без фигури, с размери 0,87 x 0,42 x 0,12 метра. Под фронтона е разположен корниз, а още по-надолу – надпис, който не е разчетен. Формите на някои от буквите дават основание да се смята, че надписът датира от третата четвърт на IV век пр. Хр. В 1986 година селището е обявено за защитен археологически обект.